# Tamnay-en-Bazois
Tamnay-en-Bazois è un comune francese di 189 abitanti situato nel dipartimento della Nièvre nella regione della Borgogna-Franca Contea.

## Società

### Evoluzione demografica
Abitanti censiti